# Irina Mileschina
Irina Nikolaevna Mileschina (russe : Ирина Николаевна Милешина), née le 20 juillet 1970 à Lopatino, est une biathlète russe.

## Carrière
Aux Championnats du monde junior 1989, alors soviétique, elle est médaillée de bronze du sprint.
Elle fait sa première apparition en Coupe du monde pour la Russie en 1994 à Ruhpolding (15e). En 1994, elle remporte les titres européens du sprint et du relais.
La Russe réalise sa meilleure performance au niveau mondial en décembre 1994 au sprint de Bad Gastein qu'elle finit troisième. Il s'agit de son unique podium individuel en Coupe du monde, mais ajoute toutefois deux podiums en relais en 1995 à son palmarès.

## Palmarès

### Championnats du monde
| Épreuve     | 1995 à Antholz | 1996 à Ruhpolding |
| ----------- | -------------- | ----------------- |
| Individuel  | 33e            | 38e               |
| Sprint      | -              | -                 |
| Relais      | -              | -                 |
| Par équipes | 10e            | 10e               |

### Coupe du monde
- 1 podium individuel : 1 troisième place.
- 2 podiums en relais : 2 troisièmes places.

### Championnats d'Europe
- Médaille d'or du relais en 1994 et 1997.
- Médaille d'argent du sprint en 1994.
- Médaille de bronze de l'individuel en 1994.